# 茨拉訥比約
茨拉訥比約（丹麥語：Tranebjerg），丹麥薩姆斯島上最大的城鎮，也是薩姆瑟市鎮的行政中心。